# Шмитт, Эрик-Эмманюэль
Эрик-Эмманюэль Шмитт (фр. Éric-Emmanuel Schmitt, 28 марта 1960 года, Сент-Фуа-ле-Лион) — французский и бельгийский писатель и драматург. Его пьесы были переведены и поставлены в более чем тридцати странах мира.

## Биография
Шмитт окончил лицей в Лионе. Выпускник престижной Высшей нормальной школы в Париже, где получил степень доктора философии за работу «Дидро и метафизика». Затем преподавал философию в течение трёх лет в Шербуре и в Шамбери. Эрик-Эмманюэль вырос в интеллигентной семье (Отец был чемпионом Франции по французскому боксу, мать — по спортивной ходьбе.) В последнем интервью газете «Культура» выразил своё отношение относительно религии: Я — верующий агностик. На вопрос, есть ли Бог, отвечаю: «Не знаю, но думаю, что да. Его существование невозможно доказать научным или рациональным путем, но оно постигается с помощью веры».
Свой первый сценарий Шмитт написал в 1991 году. «Ночь в Валони» была поставлена во Франции и за рубежом. Однако ещё большую популярность принёс ему второй спектакль «Посетитель», основанный на диалоге Зигмунда Фрейда и бога, за который он был награждён премией Мольера в 1993 году.
Темы его произведений весьма разнообразны: «Золотой Джо» показывает циничный взгляд на финансовых акул, «Загадочные вариации» (главную роль в котором сыграл Ален Делон) рассказывают о двух мужчинах с разными взглядами на жизнь и на любовь, которые, как оказывается позже, влюблены в одну и ту же женщину. В исторической комедии «Распутник» Шмитт повествует о французском философе Дидро, иронически рисуя его предтечей сексуальной революции XX века. В 2000 году это произведение было в вольной форме экранизировано французским режиссёром Габриэлем Агийоном.
Мировые религии нашли богатое отражение в его творчестве, что ярко проявилось в «Цикле незримого» — четырёх повестях Шмитта:
- Миларепа — буддизм в Тибете
- Месье Ибрагим и цветы Корана — суфизм и иудаизм
- Оскар и Розовая Дама — христианство
- Дети Ноя — христианство и иудаизм

Роман 2001 года «Другая судьба» вызвал бурную критику. В нём описываются два параллельных мира: в одном из них Адольф Гитлер успешно сдаёт вступительные экзамены в Венскую академию изобразительных искусств в 1908 году и не становится диктатором, а в другой Шмитт описывает реальное историческое развитие событий.
В 2001 году Шмитт был награждён театральной премией французской академии (фр. Grand prix du théâtre). «Месье Ибрагим и цветы Корана» удостоился Немецкой книжной премии в 2004 году и был экранизирован с Омаром Шарифом в главной роли.
Эрик-Эмманюэль Шмитт живёт и работает в Брюсселе, а с 2008 года имеет помимо французского ещё и бельгийское гражданство.
Крупный современный режиссёр, неоднократный обладатель премии «Золотая маска» Яна Тумина поставила спектакль «Трюк» на сцене театра «За Чёрной речкой» в Санкт-Петербурге по повести Эрика-Эмманюэля Шмитта «Оскар и Розовая дама».

## Произведения

### Драматические произведения
- 1991 — «Ночь в Валони» / La Nuit de Valognes
- 1993 — «Посетитель» / Le Visiteur
- 1995 — «Золотой Джо» / Golden Joe
- 1996 — «Школа дьявола» / L'École du diable
- 1996 — «Загадочные вариации» / Variations énigmatiques
- 1997 — «Распутник» / Le Libertin
- 1997 — «Миларепа» / Milarepa
- 1998 — «Фредерик или Бульвар преступлений» / Frédérick ou le boulevard du crime
- 1999 — «Мсьё Ибрагим и цветы Корана» / Monsieur Ibrahim et les Fleurs du Coran
- 1999 — «Кляп» / Le Bâillon
- 1999 — «Отель двух миров» / Hôtel des deux mondes
- 2000 — «Тысяча и один день» / Mille et un jours
- 2003 — «Малые супружеские преступления» / Petits crimes conjugaux
- 2004 — «Евангелие от Пилата» / L'Évangile selon Pilate
- 2004 — «Ночью елеонской» / La Nuit des oliviers
- 2005 — «Моя жизнь с Моцартом» / Ma vie avec Mozart
- 2008 — «Тектоника чувств» / La Tectonique des sentiments

### Романы и новеллы
- 1994 — «Секта эгоистов» / La Secte des égoïstes
- 1997 — «Миларепа» / Milarepa
- 2000 — «Евангелие от Пилата» / L'Évangile selon Pilate
- 2001 — «Месьё Ибрагим и цветы Корана» / Monsieur Ibrahim et les Fleurs du Coran
- 2001 — «Другая судьба» / La Part de l'autre
- 2002 — «Оскар и Розовая Дама» / Oscar et la Dame rose (многочисленные инсценировки в России и за рубежом: см. основную статью)
- 2002 — «Когда я был произведением искусства» / Lorsque j'étais une œuvre d'art
- 2004 — «Дети Ноя» / L'Enfant de Noé
- 2006 — «Одетта. Восемь историй о любви» / Odette Toulemonde et autres histoires
- 2007 — «Мечтательница из Остенде» / La Rêveuse d'Ostende
- 2008 — «Улисс из Багдада» / Ulysse from Bagdad
- 2010 — «Борец сумо, который никак не мог потолстеть» / Le Sumo qui ne pouvait pas grossir
- 2010 — «Концерт памяти ангела» / Concerto à la mémoire d'un ange
- 2011 — "Женщина в зеркале " / La Femme au miroir
- 2012 — «Десять детей, которых не было у мадам Минг» / Les Dix Enfants que madame Ming n'a jamais eus (повесть)
- 2012 — «Два господина из Брюсселя» / Les Deux Messieurs de Bruxelles
- 2013 — «Попугаи с площади Ареццо» / Les Perroquets de la place d'Arezzo
- 2014 — «Эликсир любви» / L'Élixir d'amour
- 2014 — «Яд любви» / Le Poison d'amour
- 2015 — «Ночь огня» / La Nuit de feu
- 2016 — «Человек, который видел сквозь лица» / L'Homme qui voyait à travers les visages

### Эссе
- 1997 — «Дидро или философия соблазна» / Diderot ou la philosophie de la séduction
- 2005 — «Моя жизнь с Моцартом» / Ma vie avec Mozart

### Фильмы
- 2000 — Распутник
- 2003 — Месье Ибрагим и цветы Корана / Monsieur Ibrahim et les fleurs du Coran
- 2003 — Опасные связи
- 2006 — Одеттa Тулемонд (по мотивам новеллы «Одетта», входящей в сборник «Одетта. Восемь историй о любви»)
- 2009 — Оскар и Розовая Дама (фр. Oscar et la Dame rose)

## Премии и награды
- 1994 — Премия Мольера[англ.] в категории «Лучший автор», «Посетитель»[6]
- 1994 — Премия Мольера в категории «Лучшая постановка», «Посетитель»[6]
- 2001 — Театральная премия Французской академии
- 2004 — Немецкая книжная премия (нем. Deutscher Bücherpreis), «Месье Ибрагим и цветы Корана»
- 2004 — премия Квадрига с формулировкой «Мудрость смеха»[7]